# Matematik – diskret
Svenska gymnasiala matematikkurser
- Matematik A ≈ Matematik 1
- Matematik B ≈ Matematik 2
- Matematik C ≈ Matematik 3
- Matematik D ≈ Matematik 3c
- Matematik E ≈ Matematik 4
- Matematik – diskret
- Matematik – breddning
- Matematik – specialisering

Matematik – diskret var en kurs på gymnasieskolan i Sverige med kurskod MA1207. Den var inte ett kärnämne och var endast obligatorisk för naturvetenskapsprogrammets matematisk-datavetenskapliga inriktning bland de nationella programmen. Kursen behandlade diskret matematik, bland annat satslogik och enkel mängdlära. Enligt nya Gy11 omfattas det mesta av kursinnehållet istället i kursen Matematik 5.
Andra områden som togs upp var kombinatorik, induktionsbevis och algoritmer.